# Ruisseau de Taris
Pour les articles homonymes, voir Taris.
Le ruisseau de Taris est une  rivière du sud de la France c'est un affluent du Ciron donc un sous-affluent de la Garonne.

## Géographie
De 11,3 km de longueur, le ruisseau de Taris est une rivière qui prend sa source dans les Landes de Gascogne sur la commune de Préchac dans la Gironde et se jette dans le Ciron en rive gauche sur la commune de Villandraut sous le nom ruisseau de la Citadelle.

## Département et communes traversés
- Gironde : Préchac, Villandraut, Uzeste.

## Principal affluent
- Ruisseau de Merrein : 6 km